# Letiště Bogotá
Letiště Bogotá (IATA: BOG, ICAO: SKBO, také známé jako mezinárodní letiště El Dorado, španělsky Aeropuerto Internacional El Dorado) je mezinárodní letiště obsluhující kolumbijské město Bogotá a jeho okolí. Letiště se nachází převážně v okrese Fontibón v Bogotě, i když částečně sahá do okresu Engativá a do obce Funza v provincii Západní Savanna v departementu Cundinamarca. V roce 2018 jím prošlo přes 32,7 milionu cestujících a 741 000 tun nákladu. Díky tomu je El Dorado třetím nejrušnějším letištěm v Latinské Americe, pokud jde o osobní dopravu, a nejrušnějším co do nákladní dopravy. El Dorado je také zdaleka nejvytíženějším a nejdůležitějším letištěm v Kolumbii, přičemž zajišťuje zhruba polovinu (49%) leteckého provozu v Kolumbii.
El Dorado je hubem pro kolumbijského národního dopravce Avianca, dále pro LATAM Colombia, Satena, Wingo a řadu nákladních společností. Je ve vlastnictví kolumbijské vlády a provozuje ho Operadora Aeroportuaria Internacional (OPAIN) - konsorcium složené z kolumbijských stavebních a strojírenských firem a švýcarské společnosti Flughafen Zürich AG, která provozuje mezinárodní letiště v Curychu. Letiště bylo v rámci World Airport Awards hodnoceno jako nejlepší letiště v Jižní Americe. Také získalo čtyři hvězdičky a jeho zaměstnanci byli oceněni Skytraxem jako nejlepší v Jižní Americe.